# Jan 't Lam
Jan Dick 't Lam (Rotterdam, 30 april 1937) is een Nederlands kinderboekenschrijver en producent van televisieprogramma's over kinderboeken en jeugdliteratuur. 

## Biografie
Na zijn studie aan de kweekschool was 't Lam werkzaam in het onderwijs. In 1962 ging hij als didactisch medewerker aan de slag bij de NOT. Hij was tussen de jaren zestig en negentig betrokken bij de totstandkoming van verschillende televisieprogramma’s; voor deze programma’s schreef hij ook snuffelkranten, handleidingen en werkboeken voor het gebruik in het klaslokaal. Daarnaast was ‘t Lam betrokken bij het ontwikkelen van het NOS Jeugdjournaal en het NOT Weekjournaal, beide uit 1981.
‘t Lam’s eerste gepubliceerde werk stond begin jaren zestig in het christelijk literair tijdschrift Ontmoeting en zijn novellenbundel Leven in een doosje. In 1962 richtte hij met Anton Ent ook het jongerentijdschrift Travee op, dat een jaar later met Ontmoeting fuseerde. Zijn eerste twee kinderboeken, Verroest maar en Japie en de anderen, behandelden de thematiek rondom het Lom-onderwijs waar ‘t Lam werkzaam is geweest. Ik heb wel eens een bui is een dichtbundel voor kinderen over de verschillende emoties die ze kunnen ervaren, van boosheid tot blijdschap. 

## Televisie
- Jouw plek (1976)
- Wat is jouw plek (1977-1978)
- Schrijvers op school (1980-1983)
- Ik zoek, ik zoek een kinderboek (1983-1989)
- Boek in beeld (vanaf 1983, wordt tot op heden nog steeds geproduceerd)
- Ik heb al een boek (1991-1996)
- De middeleeuwen (2001, driedelige miniserie van Rein van Schagen, met o.a. Wimie Wilhelm, Lies Visschedijk en Kees Boot)